# Гайнц Гольдбек
Гайнц Гольдбек (нім. Heinz Goldbeck; 10 лютого 1914, Берлін — 29 березня 1945, Ла-Манш) — німецький офіцер-підводник, оберлейтенант-цур-зее резерву крігсмаріне.

## Біографія
15 жовтня 1936 року вступив на флот. Після проходження підготовки в 3-й батареї 4-го морського артилерійського дивізіону в Куксгафені 6 лютого 1937 року звільнений у відставку. З 16 квітня по 15 травня 1939 року пройшов стрілецьку підготовку, післ чого знову був звільнений у відставку. З 22 травня по 22 червня 1939 року служив в 2-му морському унтерофіцерському навчальному дивізіоні, після чого знову був звільнений у відставку.
29 вересня 1939 року призваний на службу. З 9 жовтня 1939 року — палубний офіцер на допоміжному кораблі «Аммерланд». З 31 березня по 2 травня 1941 року пройшов курс командира взводу, після чого знову служив палубним офіцером на «Аммерланді», з 1 квітня 1942 року — 1-й вахтовий офіцер. З 22 листопада 1942 року служив у 8-му дивізіону корабельних гармат. 16-22 грудня 1942 року пройшов курс офіцера-артилериста, після чого знову служив 1-м вахтовим офіцером на «Аммерланді», з 15 лютого 1943 року — в 1-му училищі морської протиповітряної оборони.
З 29 березня по 7 вересня 1943 року пройшов курс підводника, з 8 вересня по 21 жовтня — практику вахтового офіцера на підводному човні U-288, 22-31 жовтня — курс позиціонування (радіовимірювання), з 1 листопада по 27 грудня — курс командира підводного човна, після чого був направлений на будівництво U-1169. З 9 лютого 1944 року — командир U-1169. 18 лютого 1945 року вийшов у свій перший і останній похід. 29 березня 1945 року U-1169 був потоплений у Англійському каналі південніше Лізард-Пойнту (49°58′ пн. ш. 05°25′ зх. д.) глибинними бомбами британського фрегату Дакворт. Всі 49 членів екіпажу загинули.

## Звання
- Рекрут (15 жовтня 1936)
- Оберматрос резерву (5 лютого 1939)
- Зондерфюрер (1939)
- Боцмансмат резерву (1 вересня 1940)
- Штурман резерву (1 травня 1941)
- Лейтенант-цур-зее резерву (1 жовтня 1941)
- Оберлейтенант-цур-зее резерву (1 вересня 1943)

## Нагороди
- Залізний хрест 2-го класу (серпень 1940)
- Хрест Воєнних заслуг 2-го класу з мечами (1 вересня 1941)
- Нагрудний знак мінних тральщиків (4 квітня 1943)